# Tra breve io ti scorderò, mio caro
Tra breve io ti scorderò, mio caro è un saggio-biografico di Gaia de Beaumont che ripercorre gli anni venti a New York attraverso la storia di Edna St. Vincent Millay.
Porta il sottotitolo La storia di Edna St. Vincent Millay, una poetessa nella New York dell'età del jazz ed è, appunto, la vita di questa "donna speciale", poco conosciuta in Italia ma particolarmente interessante per la letteratura nordamericana, che la scrittrice Gaia de Beaumont narra con scorrevolezza e al tempo stesso profondità.

## Ambientazione
Lo sfondo è quello della New York degli anni venti quando imperversava il jazz e il charleston mentre i giovani dimostravano la loro insofferenza verso il perbenismo della borghesia, gli anni dei gangster, del proibizionismo, delle donne con i capelli tagliati alla maschietta, le gonne corte, il fumo, la cocaina e il sesso.

## La protagonista
Edna St.Vincent Millay viene descritta come una donna affascinante, ricca di talento, appassionata di teatro e ottima attrice, libera pensatrice e pianista sensibile, affascinante seduttrice e femminista convinta.
I versi di Edna venivano letti in tutte le università degli Stati Uniti e apprezzati da molti letterati dell'epoca con i quali la poetessa aveva stretto amicizia.
Insignita del Premio Pulitzer nel 1922, terza donna insignita,  Edna voleva diventare "un poeta serio" e per più di quarant'anni ella scrisse con passione opere di ogni genere tra problemi sociali e difficoltà personali con un linguaggio ironico capace di avvicinarsi ai toni della satira violenta come a quelli romantici.
Gaia de Beaumount riesce, con bravura particolare e con grande realismo, a ricostruire in questa biografia la vita, le passioni, il lavoro e soprattutto la poesia di questa donna per molti aspetti eccezionale.
Tra breve ti scorderò, mio caro è dunque la storia di una ragazza che possiede un talento naturale per la poesia. Nata nel 1892, cresce in una famiglia per quel tempo molto anticonformista, con una madre intelligente e aperta ai problemi delle tre figlie; sarà lei ad incoraggiare per prima la vocazione della figlia.
Edna cresce anticonformista e curiosa e si sente spesso oppressa dal luogo in cui vive, ma un giorno, dopo aver acquisito una certa notorietà con le sue prime pubblicazioni, riesce a partire e raggiungere New York. Bella, affascinante, passionale, è senza dubbio una donna libera e indipendente. Irrequieta e sfortunata nei rapporti amorosi, è desiderosa di continui cambiamenti che la conducono in Europa e poi nuovamente negli Stati Uniti.

## Anni difficili
Seguono per lei anni difficili. Si ammala e diventa più fragile e bisognosa di cure e attenzioni che, fortunatamente, trova in Eugen Jan Boissevain che sposa nel 1923.
Si trasferisce con il marito a Steepleton, nello stato di New York, e si impegna politicamente nella questione degli anarchici Sacco e Vanzetti, ma l'esito infelice del suo impegno e le critiche che le arrivano da uomini politici e da alcuni intellettuali la scoraggiano; per un certo periodo, quindi, si ritira a comporre, apparentemente paga della sua poesia e del suo matrimonio.
Ma questo periodo dura poco e presto arriva una nuova ventata di passione, nelle vesti di un ventenne poeta, del quale si innamora e al quale dedica vibranti liriche d'amore. Passa il tempo ed Edna, colpita da nuovi problemi di salute, ritorna al marito, alla morfina e all'alcool. La sua fine, in un certo senso spettacolare, non sarà diversa da come è stata la sua vita.

## Edizioni
- Gaia de Beaumont, Tra breve io ti scorderò, mio caro, collana Gli specchi, Marsilio, 2004,  p. 131, ISBN 88-317-8353-X.